# Miguel Ángel Cadenas Cardo
Miguel Ángel Cadenas Cardo, O.S.A. (Laguna de Negrillos, 21 de octubre de 1965) es un sacerdote agustino y obispo católico español. Es el obispo vicario apostólico de Iquitos.

## Biografía

### Primeros años y formación
Miguel Ángel nació el 21 de octubre de 1965, en Laguna de Negrillos, provincia de León, España.
Realizó sus estudios primarios y secundarios en la ciudad de León. 
Estudió filosofía y teología en el Estudio Teológico Agustiniano de Valladolid.

### Vida religiosa
Ingresó en la Orden de San Agustín. Realizó su profesión solemne el 5 de mayo de 1991 y fue ordenado sacerdote el 27 de noviembre de 1993. Entre 1993 y 1994 fue vicario parroquial en Móstoles, ese año se trasladó a Perú como vicario parroquial en Iquitos, en 1996 fue párroco de Santa Rita de Castilla en Río Marañón. En 2002 y 2003 fue formador en el Seminario Agustiniano de Trujillo. En 2003 fue nombrado párroco de San Felipe y Santiago en Nauta, en 2013 fue párroco de Santa Rita de Castilla en el Río Marañón y desde 2015 párroco de la Inmaculada Concepción en Iquitos. Además, era Superior regional de la Orden de San Agustín en Iquitos y Presidente de la Federación del proyecto de fusión de los tres vicariatos de los Agustinos en Perú.

### Episcopado
El 15 de mayo de 2021, el papa Francisco lo nombró Obispo vicario apostólico de Iquitos.